# Vlag van Ayeyarwady

Vlag van Ayeyarwady

De vlag van Ayeyarwady heeft een zegel van de regio Ayeyarwady op een blauw veld. De vlag is sinds 2022 in gebruik genomen.
De vorige vlag die 1974 tot 2010 werd gebruikt, toont een oranje kaart van de regio met daarboven blauwe en witte golven die de Irrawaddy voorstellen en de tekst ဧရာဝတီတိုင်း ("Divisie Ayeyarwady") boven de kaart.
De vorige vlag die 2010 tot 2022 werd gebruikt, heeft een zegel van Ayeyarwady met daarboven de tekst ဧရာဝတီတိုင်းဒေသကြီး ("Regio Ayeyarwady") op een wit veld

Historische vlaggen
1974–2010
2010-2022